# Japurá
Japurá (Yapurá), Caquetá – rzeka w Kolumbii i Brazylii, lewy dopływ Amazonki; długość 2816 kilometrów; źródła w Andach Północnych (Kordyliera Środkowa); płynie na południowy wschód przez płytę piaskowcową pogórza; zasilana przez liczne dopływy; do połączenia z Apaporis nosi nazwę Caquetá; żeglowna od granicy brazylijsko-kolumbijskiej